# Theodor Zahn

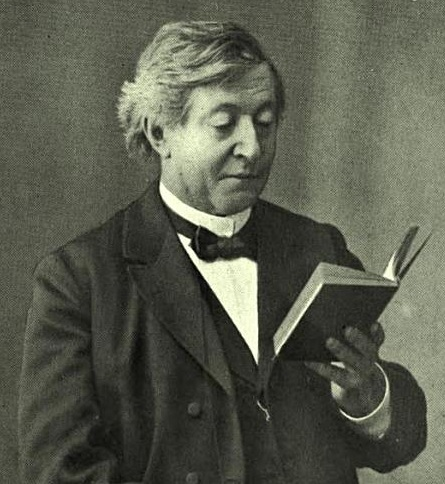
Theodor Zahn, cirka 1908.

Theodor Zahn, född 10 oktober 1838 i Moers, död 5 mars 1933 i Erlangen, var en tysk evangelisk teolog.
Till hans viktigaste forskningsområden hörde patristik och utvecklingen av Nya Testamentets kanon. Zahn arbetade i en konservativ tradition och var uppskattad för sin lärdom och grundlighet, något som kan ses på den mängd referenser till hans verk som ges i samtida litteratur.

## Biografi
Zahn, som var son till pedagogen Franz Ludwig Zahn, blev docent i Nya Testamentets exegetik i Göttingen 1868, verkade sedan 1871 som extra ordinarie professor där och i Kiel. År 1878 kallades han till Erlangen, där han verkade till 1888 och därefter på nytt från 1892. Åren däremellan var Zahn verksam i Leipzig. Han pensionerades 1909.

## Forskargärning
Zahns betydelse som teolog ligger så gott som uteslutande på den nytestamentliga exegetikens område. Här utförde han ett storverk som den konservativa exegetikens främste målsman. Med en omfattande lärdom inom den äldre exegesens historia och i handskriftsmaterialet förenar han enastående skarpblick för tankesammanhanget i de nytestamentliga skrifterna. Stundom förfaller han dock, liksom sin store lärare Hofmann, till en mer eller mindre konstlad uppfattning av texten, och för den högre kritikens problem i textkritisk bibelforskning visade han sig inte äga något egentligt sinne. Johannesevangeliets innehåll tycks för honom ligga på samma historiska nivå som de synoptiska evangelierna. Zahns intresse gick ut på att försvara äktheten av samtliga skrifter i nya testamentet.

## Verk
I sina äldsta arbeten behandlade han Marcellus av Ancyra (1867), Hermas' Herden (1868) och Ignatius av Antiokia (1873). Ett par år därefter utgav han tillsammans med Gebhardt och Harnack Patrum apostolicorum opera (den större editionen 1875–1878, den mindre i 5:e upplagan 1905). Därpå ägnade han sig åt utforskandet av den nytestamentliga kanons historia, av vilket verk sedan 1881 utkommit 8 band. En monumental sammanfattning av sina undersökningar på detta område gav Zahn i Geschichte des neuteslamentlichen Kanons (1889–1892; 2:a upplagan 1904). Åren 1897-1899 utkom hans omfattande Einleitung in das neue Testament (3:e upplagan 1907). Tillsammans med sina meningsfränder, av vilka dock ingen i lärdom och skarpsinne kunde mäta sig med honom, utgav han ett stort kommentarverk till nya testamentet, vari han själv bearbetat Matteusevangeliet (3:e upplagan 1910), Lukasevangeliet (1913) och Johannesevangeliet (2:a upplagan 1911), Galaterbrevet (1905, 2:a upplagan 1907) och Romarbrevet (1910). Dessutom skrev Zahn en biografi över Hofmann (1911) och utgav Das Evangelium des Johannes unter den Handen seiner neuesten Kritiker.

## Svensk utgivning
- Zahn, Theodor. - Inledning till Nya testamentet / övers. av Bruno Nyström o. David Hedegård. - 1938
- Zahn, Theodor. - Inledning till Nya testamentet / Övers. av Bruno Nyström. - 1929
- Zahn, Theodor. - Kristendomen och forntidens slafveri / Öfv. af N. J. Thunblad. - 1882
- Zahn, Theodor. - Söndagens historia : hufvudsakl. i den gamla kyrkan / Öfv. af N. J. Thunblad. - 1881